# Walter Cubilla
Walter Cubilla, (Pergamino, provincia de Buenos Aires, 5 de marzo de 1989) es un futbolista argentino. Juega como delantero en Juventud Copalera de Guatemala.

## Trayectoria
Debutó con el C.A Lanús con el cual jugó gran tiempo en inferiores y reserva. Fue observado en algunos entrenamientos por Luis Zubeldía y compartió camerino con Eduardo Salvio.
A mediados del 2011 llega al Deportes Antofagasta club con el cual sale campeón de la Primera B y asciende a la Primera División de Chile.
Luego tiene un paso corto por La Equidad, club donde no llegó asentarse.
Luego de llegar a un acuerdo con el elenco colombiano se marcha como jugador libre al Gloria Bistrita de Rumania donde tuvo buenos partidos. En lo que restaba del año volvió a Colombia para reforzar al Deportivo Pereira de la Primera B, luego de no clasificar a los cuadrangulares finales fue separado de la institución junto a su compatriota Enzo Damian Maidana.
Luego con este mismo compañero parten a Rubio Ñu.
Para la temporada 2014-15 se marchó a Uruguay para jugar por el recién descendido Cerro Largo con la intención de volver a la Primera División de Uruguay, la cual finalmente no se llegó a dar. Fue la manija del equipo y jugó al lado de su compatriota Damián Giménez y el internacional uruguayo Bruno Silva.
Para el 2017 refuerza al Sport Victoria de Ica también de la Segunda División del Perú. Fue uno de los que tuvo mayor regularidad en su equipo, jugando en 21 partidos y logrando anotar 3 goles.

## Clubes
| Club                     | País                 | Año       |
| ------------------------ | -------------------- | --------- |
| Lanús                    | Argentina            | 2008-2009 |
| Atlanta                  | Argentina            | 2009-2011 |
| Deportes Antofagasta     | Chile                | 2011      |
| La Equidad               | Colombia             | 2012      |
| Gloria Bistrița          | Rumania              | 2013      |
| Deportivo Pereira        | Colombia             | 2013      |
| Rubio Ñu                 | Paraguay             | 2014      |
| Cerro Largo              | Uruguay              | 2014-2015 |
| Huracán                  | Uruguay              | 2015      |
| Cerro Largo              | Uruguay              | 2016      |
| Sport Victoria           | Perú                 | 2017      |
| Oriental                 | Uruguay              | 2018      |
| Universitario de Popayán | Colombia             | 2018      |
| Deportes Quindío         | Colombia             | 2019      |
| Delfines del Este        | República Dominicana | 2021      |
| Paso de la Arena         | Uruguay              | 2022-2023 |
| Estudiantes del Plata    | Uruguay              | 2023      |
| Juventud Copalera        | Guatemala            | 2024-Act. |

## Palmarés

### Campeonatos nacionales
| Título    | Club                 | País  | Año  |
| --------- | -------------------- | ----- | ---- |
| Primera B | Deportes Antofagasta | Chile | 2011 |